# 比利艾埃尔诺莫尔基利亚斯
比利艾埃尔诺莫尔基利亚斯，是西班牙卡斯蒂利亚-莱昂布尔戈斯省的一个市镇。总面积9平方公里，总人口185人（2001年），人口密度21人/平方公里。